# Mexikansk peso
Mexikansk peso, formellt Peso mexicano nuevo, är den valuta som används i Mexiko i Nordamerika. Valutakoden är MXN. valutatecknet är $, samma som för många valutor med namnet dollar. 1 Peso ($) = 100 centavos (¢).
Valutan infördes 1 januari 1993 och ersatte den tidigare mexikanska peson som har funnits i olika varianter sedan år 1535. Omvandlingen 1 januari 1993 skedde till kursen 1 ny peso (MXN) = 1000 gamla peso (MXP). Denna valutareform skedde efter att Mexiko upplevde hyperinflation under 1980-talet.
Den mexikanska peson var fram till år 1857 den giltiga valutan i stora delar av Nordamerika och även i nuvarande USA trots att den egna US-dollarn givits ut sedan år 1785.

## Användning
Valutan ges ut av Banco de México, Banxico - BDM som ombildades 1925 och har huvudkontoret i Mexico city.

## Valörer
- mynt: 1, 2, 5 och 10 Peso
- underenhet: 5, 10, 20 och 50 centavos
- sedlar: 20, 50, 100, 200, 500 och 1000 MXN